# 烏邁塔 (亞馬遜州)
7°30′22″S 63°1′15″W / 7.50611°S 63.02083°W

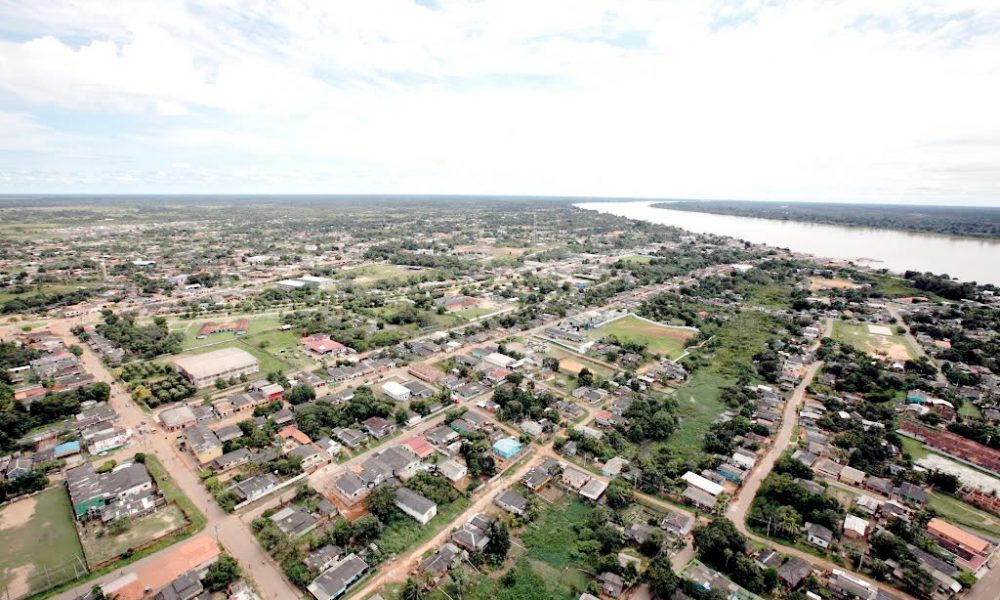
烏邁塔

烏邁塔（葡萄牙語：Humaitá）是巴西的城鎮，位於該國北部，處於瑪代拉河畔，由亞馬遜州負責管轄，始建於1890年2月4日，面積33,072平方公里，海拔高度90米，2012年人口45,954，人口密度每平方公里1.39人。